# Tōru Kōno
Tōru Kōno (河野 徹, Kōno Tōru, 1907 - 1984) est un photographe japonais.